# Секунда

Схема маятниковых часов с периодом колебаний маятника 2 секунды

Секу́нда (русское обозначение: с; международное: s) — единица измерения времени, одна из основных единиц Международной системы единиц (СИ) и системы СГС. Кроме того, является единицей времени и относится к числу основных единиц в системах МКС, МКСА , МКСК, МКСГ, МКСЛ, МСК, МСС, МКГСС и МТС.
Представляет собой интервал времени, равный 9 192 631 770 периодам излучения, соответствующего переходу между двумя сверхтонкими уровнями энергии основного состояния атома цезия-133, находящегося в покое при 0 К, согласно определению секунды, утверждённому XIII Генеральной конференцией по мерам и весам (ГКМВ) в 1967 году (в 1997 году Международный комитет мер и весов (МКМВ) уточнил, что данное определение относится к атому цезия, находящемуся в покое при температуре 0 К).

## Кратные и дольные единицы
С единицей измерения «секунда», как правило, используются только дольные приставки СИ (кроме деци- и санти-). Для измерения больших интервалов времени используются единицы минута, час, сутки, и т. д.
| Кратные                                                                                                | Кратные       | Кратные     | Кратные     | Дольные  | Дольные       | Дольные     | Дольные     |
| величина                                                                                               | название      | обозначение | обозначение | величина | название      | обозначение | обозначение |
| --- | ------------- | ----------- | ----------- | -------- | ------------- | ----------- | ----------- |
| 101 с                                                                                                  | декасекунда   | дас         | das         | 10−1 с   | децисекунда   | дс          | ds          |
| 102 с                                                                                                  | гектосекунда  | гс          | hs          | 10−2 с   | сантисекунда  | сс          | cs          |
| 103 с                                                                                                  | килосекунда   | кс          | ks          | 10−3 с   | миллисекунда  | мс          | ms          |
| 106 с                                                                                                  | мегасекунда   | Мс          | Ms          | 10−6 с   | микросекунда  | мкс         | µs          |
| 109 с                                                                                                  | гигасекунда   | Гс          | Gs          | 10−9 с   | наносекунда   | нс          | ns          |
| 1012 с                                                                                                 | терасекунда   | Тс          | Ts          | 10−12 с  | пикосекунда   | пс          | ps          |
| 1015 с                                                                                                 | петасекунда   | Пс          | Ps          | 10−15 с  | фемтосекунда  | фс          | fs          |
| 1018 с                                                                                                 | эксасекунда   | Эс          | Es          | 10−18 с  | аттосекунда   | ас          | as          |
| 1021 с                                                                                                 | зеттасекунда  | Зс          | Zs          | 10−21 с  | зептосекунда  | зс          | zs          |
| 1024 с                                                                                                 | йоттасекунда  | Ис          | Ys          | 10−24 с  | иоктосекунда  | ис          | ys          |
| 1027 с                                                                                                 | роннасекунда  | Рнс         | Rs          | 10−27 с  | ронтосекунда  | рнс         | rs          |
| 1030 с                                                                                                 | кветтасекунда | Квс         | Qs          | 10−30 с  | квектосекунда | квс         | qs          |
| рекомендовано к применению применять не рекомендуется не применяются или редко применяются на практике |               |             |             |          |               |             |             |

## Эквивалентность другим единицам измерения времени
1 секунда равна:
- 1 / 60 минуты (также смотрите статью Секунда координации)
- 1 / 3 600 часа
- 1 / 86 400 суток (система единиц МАС)
- 1 / 31 557 600 юлианского года (система единиц МАС)

## Происхождение названия
Термин заимствован в XVIII веке из латыни, где secunda, буквально «вторая» — сокращение выражения pars minuta secunda — «часть мелкая вторая» (часа), в отличие от pars minuta prima — «часть мелкая первая» (часа).
Слово секунда происходит от латинского словосочетания secunda divisio. Это означает второе деление часа (в шестидесятиричной системе счисления).

## История определений секунды

### Перед появлением механических часов
Жители Древнего Египта делили дневную и ночную половины суток каждую на 12 часов уже, по крайней мере, с 2000 года до н. э. В силу разных длительностей ночного и дневного периодов в разное время года продолжительность египетского часа была величиной переменной. Греческие астрономы периода эллинистической Греции Гиппарх и Птолемей делили день на основе шестидесятеричной системы счисления и также использовали усреднённый час (1⁄24 суток), простые доли часа (1⁄4, 2⁄3 и т. п.) и время-градусы (1⁄360 суток, или 4 современные минуты), но не современные минуты или секунды.
В Вавилонии после 300 года до н. э. день делился шестидесятерично, то есть на 60, полученный отрезок — ещё на 60, потом — ещё раз на 60 и т. д. до, по крайней мере, шести разрядов после шестидесятиричного разделителя (что давало точность больше двух современных микросекунд). Например, для длительности их года использовалась 6-разрядное дробное число от длительности одного дня, хотя они были не в состоянии физически измерить столь малый промежуток. Ещё одним примером может служить определённая ими длительность синодического месяца, которая составила 29;31,50,8,20 дня (четыре дробных шестидесятиричных разряда), что было повторено Гиппархом и Птолемеем и что является ныне продолжительностью среднего синодического месяца в еврейском календаре, хотя и исчисляемого как 29 дней 12 часов и 793 хелека (где 1080 хелеков составляют 1 час). Вавилоняне не использовали единицу времени «час», вместо этого использовался двойной час длительностью 120 современных минут, а также время-градус длительностью 4 минуты и «третья часть» длительностью 31⁄3 современных секунды (хелек в современном еврейском календаре), но эти меньшие единицы они уже не делили. Ни одна из шестидесятеричных частей дня никогда не использовалась как независимая единица времени.

В 1000 году персидский учёный Аль-Бируни определил времена полнолуний для конкретных недель через количество дней, часов, минут, секунд, третей и четвертей, отсчитывая от полудня воскресенья. В 1267 году английский философ и естествоиспытатель Роджер Бэкон установил временные промежутки между полнолуниями через количество часов, минут, секунд, третей и четвертей (horae, minuta, secunda, tertia, quarta) после полудня определённых дней. Терция — «треть», в значении «третье деление часа», — существует для обозначения 1⁄60 секунды и сейчас в некоторых языках, например пол. tercja и тур. salise, однако эта единица является малоиспользуемой и мелкие периоды времени выражаются десятичными долями секунды (тысячными, миллионными и т. д.).

### Секунды во времена механических часов
Первым известным экземпляром пружинных часов с секундной стрелкой являются часы неизвестного мастера с изображением Орфея из коллекции Фремерсдорфа, датируемые между 1560 и 1570 годами:417–418. В 3-й четверти XVI века османский энциклопедист Такиюддин аш-Шами создал часы с отметками каждую 1/5 минуты. В 1579 году швейцарский часовщик и приборостроитель Йост Бюрги сконструировал часы для ландграфа Вильгельма IV, которые показывали секунды:105.
В 1581 году датский учёный Тихо Браге переконструировал часы в своей обсерватории, которые показывали минуты, так, что они стали показывать и секунды. Однако механизм ещё не был достаточно проработан, чтобы отмерять секунды с приемлемой точностью. В 1587 году Тихо Браге выказывал досаду, что показания его четырёх часов разнятся друг от друга на ±4 секунды:104.
Отмерять секунды с достаточной точностью стало возможно с изобретением механических часов, позволяющих поддерживать «среднее время» (в противоположность «относительному времени», показываемому солнечными часами). В 1644 году французский математик Марен Мерсенн рассчитал, что маятник с длиной 39,1 дюйма (0,994 м) будет иметь период колебаний при стандартной гравитации точно 2 секунды — 1 секунду на движение вперёд и 1 секунду на движение обратно, — позволяя отсчитывать таким образом точные секунды.
В 1670 году лондонский часовщик Уильям Клемент добавил такой секундный маятник к исходным маятниковым часам Христиана Гюйгенса. С 1670 по 1680 год Клемент несколько раз усовершенствовал свой механизм, после чего представил сделанный им часовой шкаф общественности. В этих часах был применён механизм анкерного спуска с секундным маятником, показывающим секунды на небольшом вспомогательном циферблате. Этот механизм благодаря меньшему трению требовал меньших затрат энергии, чем ранее применявшаяся конструкция штыревого спускового механизма, и был достаточно точен, чтобы отмерять секунды как 1⁄60 минуты. В течение нескольких лет производство подобных часов было освоено английскими часовщиками, а затем распространилось и в другие страны. Таким образом, с этих пор появилась возможность с надлежащей точностью отмерять секунды.

## Современные измерения
Как единица времени, секунда (в том значении, что час делится на 60 два раза, первый раз получаются минуты, во второй раз (second) — секунды) вошла в английский язык в конце XVII века, примерно за сто лет перед тем, как она была с достаточной точностью измерена. Учёные и исследователи, писавшие на латыни, такие, например, как Роджер Бэкон, Тихо Браге и Иоганн Кеплер, использовали латинский термин secunda с тем же самым значением, начиная ещё с 1200-х годов.
В 1832 году немецкий математик Карл Фридрих Гаусс предложил использовать секунду в качестве базовой единицы времени в своей системе единиц, использующей наряду с секундой миллиметр и миллиграмм. Британская научная ассоциация в 1862 году постановила, что «Все учёные согласились употреблять секунду среднего солнечного времени как единицу времени» (англ. All men of science are agreed to use the second of mean solar time as the unit of time). Ассоциация разработала систему единиц измерения СГС (сантиметр-грамм-секунда) в 1874 году, которая в течение дальнейших семидесяти лет была постепенно заменена системой МКС (метр-килограмм-секунда). Обе этих системы использовали одну и ту же секунду в качестве базовой единицы. Система МКС получила международное применение в 1940-х годах, и определяла секунду как 1/86400 средних солнечных суток.
В 1956 году определение секунды было скорректировано и привязано к понятию «года» (период обращения Земли вокруг Солнца), взятого для определённой эпохи, поскольку к тому времени стало известно, что период вращения Земли вокруг своей оси (звёздные сутки) не может быть использовано в качестве достаточно точной величины, так как вращение Земли замедляется приливными силами, а также подвержено хаотическим колебаниям. Движение Земли было описано в таблицах Ньюкомба (англ. Newcomb's Tables of the Sun) (1895), которые предлагали формулу для оценки движения Солнца на 1900-е годы, основываясь на астрономических наблюдениях, сделанных между 1750 и 1892 годами.
Таким образом, секунда в то время получила следующее определение:
«1/31 556 925,9747 доля тропического года для 0 января 1900 в 12 часов эфемеридного времени»
 (англ. the fraction 1/31,556,925.9747 of the tropical year for 1900 January 0 at 12 hours ephemeris time.)
Это определение было принято XI ГКМВ в 1960 году, на этой же конференции была утверждена Международная система единиц (СИ) в целом.
«Тропический год» в определении 1960 года не был измерен, а был рассчитан по формуле, описывающей средний тропический год, который увеличивается линейно с течением времени. Это соответствовало шкале эфемеридного времени, принятой Международным астрономическим союзом в 1952 году. Это определение приводило в соответствие наблюдаемое расположение небесных тел с теорией тяготения Ньютона об их движении. На практике на протяжении почти всего двадцатого века использовались таблицы Ньюкомба (с 1900 по 1983 год) и таблицы Эрнеста Уильяма Брауна (с 1923 по 1983 год).
Таким образом, в 1960 году определение, данное в системе СИ, отменило всякую явную связь между секундой в научном понимании и продолжительностью дня, как его понимает большинство людей. С изобретением атомных часов в начале 1960-х годов было решено использовать международное атомное время как основу для определения секунды взамен обращения Земли вокруг Солнца. Основной принцип квантовой механики — это неразличимость частиц. Таким образом, без учёта внешних воздействий, строение и свойства всех атомов данного изотопа полностью идентичны. Поэтому они представляют собой идеальные механизмы, которые воспроизводятся по желанию исследователя с точностью, ограниченной лишь степенью влияния внешних воздействий. Поэтому развитие часов — хранителей времени, привело к тому, что точность шкалы времени, реализуемой атомными часами, превысила точность астрономического определения, которое к тому же страдало от невозможности точной воспроизводимости эталона секунды. Поэтому было решено перейти к определению продолжительности секунды атомными часами, взяв за основу какой-то переход между энергетическими уровнями в атомах, на который слабо влияют внешние воздействия. После обсуждения было решено взять атомы цезия, обладающие дополнительно тем достоинством, что природный цезий имеет только один стабильный изотоп, а новое определение секунды представить так, чтобы она наиболее точно соответствовала применяемой эфемеридной секунде.
После нескольких лет работ Льюис Эссен из Национальной физической лаборатории Великобритании (Теддингтон, Англия) и Уильям Марковиц (англ. William Markowitz) из Военно-морской обсерватории США определили связь перехода между двумя сверхтонкими уровнями основного состояния атома цезия-133 с эфемеридной секундой. Используя метод, основанный на получении сигналов от радиостанции WWV (англ. WWV (radio station)), они определили орбитальное движение Луны вокруг Земли, из которого могло быть определено движение Земли вокруг Солнца в понятиях времени, измеряемого атомными часами. Они нашли, что секунда эфемеридного времени имеет длительность в 9 192 631 770 ± 20 периодов излучения цезия. Как результат, в 1967 году XIII ГКМВ определила секунду атомного времени как:
Секунда есть время, равное 9 192 631 770 периодам излучения, соответствующего переходу между двумя сверхтонкими уровнями основного состояния атома цезия-133.
Эта секунда, ссылающаяся на атомное время, была позднее проверена на соответствие с секундой эфемеридного времени, определяемой лунными наблюдениями и совпала с ней в пределах 1 к 1010. Несмотря на это, определённая таким образом секунда уже была чуть короче чем секунда по прежнему определению, определявшаяся по среднему солнечному времени. В связи с этим появилась практика введения «дополнительных секунд».
В течение 1970-х годов было обнаружено, что гравитационное замедление времени влияет на секунды, отсчитываемые атомными часами, в зависимости от их возвышения над поверхностью Земли. Универсальная секунда была получена путём корректировки значений каждых атомных часов приведением их к среднему уровню моря, удлиняя таким образом секунду примерно на 1⋅10−10. Эта корректировка была проведена в 1977 году и узаконена в 1980 году. В терминах теории относительности секунда Международного атомного времени определена как собственное время на вращающемся геоиде.
Позднее, в 1997 году, на совещании Международного комитета мер и весов определение секунды было уточнено с добавлением следующего определения:
Это определение относится к атому цезия, не возмущённому внешними полями при температуре 0 К.

(англ. This definition refers to a caesium atom at rest at a temperature of 0 K.)
Пересмотренное утверждение подразумевает, что идеальные атомные часы содержат один атом цезия в покое, испускающий волну постоянной частоты. На практике, однако, это определение означает, что высокоточные измерения секунды должны уточняться с учётом внешней температуры (излучение абсолютно чёрного тела) в которой работают атомные часы, и экстраполироваться к значению секунды при абсолютном нуле.
Изменения определений основных единиц СИ 2018—2019 годов не затронуло секунду с содержательной точки зрения, однако из стилистических соображений было принято формально новое определение:

Секунда, обозначение с, является единицей времени в СИ; её величина устанавливается фиксацией численного значения частоты сверхтонкого расщепления основного состояния атома цезия-133 {\displaystyle \Delta \nu _{\text{Cs}}} равным в точности 9 192 631 770, когда она выражена единицей СИ Гц, что эквивалентно с−1.

МКМВ планирует изменить определение секунды, чтобы сделать возможным улучшение точности измерения времени, в 2030 году.